# Битва при Тите
Битва при Тите — сражение в период французской колонизации южных территорий современного Алжира. Битва произошла 7 мая 1902 года у оазиса Тит, примерно в 50 км северо-западнее современного города Таманрассет, между отрядом французской колониальной армии, практически полностью состоявшим из союзных туарегских племён, и сопротивлявшимися французской колонизации туарегами из региона Ахаггар. Планировал операцию французский генерал Лаперри.

## Краткое описание
С французской стороны битвой командовал лейтенант Коттен (1870—1914), бывший единственным французом в отряде. Сам отряд состоял из девяноста верблюжьих всадников-туарегов из подчинившихся Франции племён (перед битвой всем вождям было дано указание дать хотя бы сколько-то человек для неё). Отправной точкой движения отряда на юг стал город Ин-Салах в центре Алжира. На вооружении отряда находилось первоначально сто тридцать ружей, но по прибытии в Уарглу ими было взято ещё сорок ружей. Численность противостоявших отряду туарегов из «конфедерации» Кель-Ахаггар неизвестна.
7 мая 1902 года отряд Коттена атаковал позиции туарегов у Тита и нанёс им решительное поражение. Была предоставлена следующая информация о потерях: Коттен потерял трёх человек убитыми и «около десятка» ранеными, туареги — девяносто три убитыми и «множество» ранеными. Руководитель ахаггарского сопротивления, аменокаль (туарегский титул вождя) Мохаммед Аг Бесса, командовавший войском туарегов, погиб в этой битве. Более детального описания сражения история не сохранила.

## Последствия
После поражения туарегов клана Ахитарель аг регион Ахаггар стал фактически открытым для начала активной французской колонизации, в том числе и потому, что другой видный аменокаль, Мусса Аг Амастан, отказался от поддержки Аг Бессы в битве при Тите и впоследствии формально подчинился французам.